# Silvius-Magnago-Platz
Der Silvius-Magnago-Platz (italienisch Piazza Silvius Magnago) befindet sich im Stadtviertel Zentrum der Südtiroler Landeshauptstadt Bozen. Auch als Landtagsplatz bekannt, ist die Fläche zwischen dem Landtagsgebäude (Sitz des Südtiroler Landtags), dem Palais Widmann (Sitz der Südtiroler Landesregierung) und weiteren Landhäusern nach dem früheren Landeshauptmann Silvius Magnago benannt. Die Benennung nach Magnago erfolgte im Jahr 2012 zwei Jahre nach dessen Ableben.
Auf dem Platz, für dessen Neugestaltung von 2018 Stanislao Fierro verantwortlich zeichnete, stehen neben skulpturalen Sitzbänken der Laurin-Brunnen des Südtiroler Bildhauers Andreas Kompatscher, drei Steinstelen aus „Terlaner Porphyr, dem Göflaner Marmor und dem penninischen Serpentinit“, womit auf „eine gleichsam erdgeschichtlich beschworene Autochthonie“ verwiesen wird, sowie eine Dauerausstellung zur Autonomie Südtirols auf freistehenden Pfeilern. Am südöstlichen Eck des Platzes befindet sich die ehemalige Kirche „Regina Angelorum“ des Architekten Guido Pelizzari, die heute als katholisches Jugendzentrum „Josef Mayr Nusser“ dient.